# Militärmästare

Gradbeteckning för militärmästare i armén.

Militärmästare är den högsta underofficersgraden i den finländska försvarsmakten. Den motsvaras av regementsförvaltare i den svenska armén.
Graden översätts officiellt till engelska som Chief Warrant Officer av Finlands försvarsmakt.